# Hedwig Village
Hedwig Village är en ort i Harris County i Texas. Vid 2010 års folkräkning hade Hedwig Village 2 557 invånare.